# Vénus de Médicis
La Vénus de Médicis est une célèbre sculpture grecque en marbre représentant Aphrodite (Vénus pour les Romains), qui est la déesse de l'amour et de la beauté. C'est une copie du Ier siècle av. J.-C. d'une statue originale en bronze, du type de l'Aphrodite de Cnide, qui aurait été faite par un élève de Praxitèle. Elle est devenue un point de repère de l'évolution de la tradition classique occidentale. Elle se trouve à la Galerie des Offices à Florence, plus précisément dans la tribune des Offices.
La déesse est représentée dans une pose fugitive, comme surprise au moment où elle émerge des flots, ainsi que l'évoque un dauphin à ses pieds, qui pourrait ne pas faire partie du bronze original.
Elle porte sur sa base l'inscription en grec CLÉOMÈNES FILS D'APOLLODORE D'ATHÈNES. L'inscription n'est pas d'origine, mais date du XVIIIe siècle, où le nom de « Cléomène » était ajouté aux sculptures pour augmenter leur valeur. La restauration des bras fut faite par Ercole Ferrata, qui lui donna de longs doigts maniéristes qui furent seulement reconnus au XIXe siècle comme étant déplacés sur une telle sculpture.
C'est également sous le nom de Vénus de Médicis que sont connues de nombreuses répliques et fragments de cette version du thème, introduit par Praxitèle, d'une représentation grandeur nature d'Aphrodite. Ces sculptures sont décrites comme des « copies romaines », sous-entendant qu'elles ont été produites, peut-être par des sculpteurs grecs, sous l'Empire romain.

## Découverte et exposition
L'origine de la statue est mal connue. « Sa réputation semble avoir grandi graduellement » remarquent Francis Haskell et Nicholas Penny. Elle fut décrite pour la première fois en 1638, dans la collection de la Villa Médicis de Rome, dans une anthologie de l'artiste François Perrier des plus nobles statues à Rome que les ravages du temps avaient épargnées. Elle était cependant déjà connue en 1559, car sa réduction en bronze apparaît dans une série de cette année commandée par Niccolò Orsini, comte de Pitigliano, comme cadeau à Philippe II d'Espagne.
La série fut exécutée par un sculpteur néerlandais, élève de Benvenuto Cellini, nommé Willem van Tetrode.

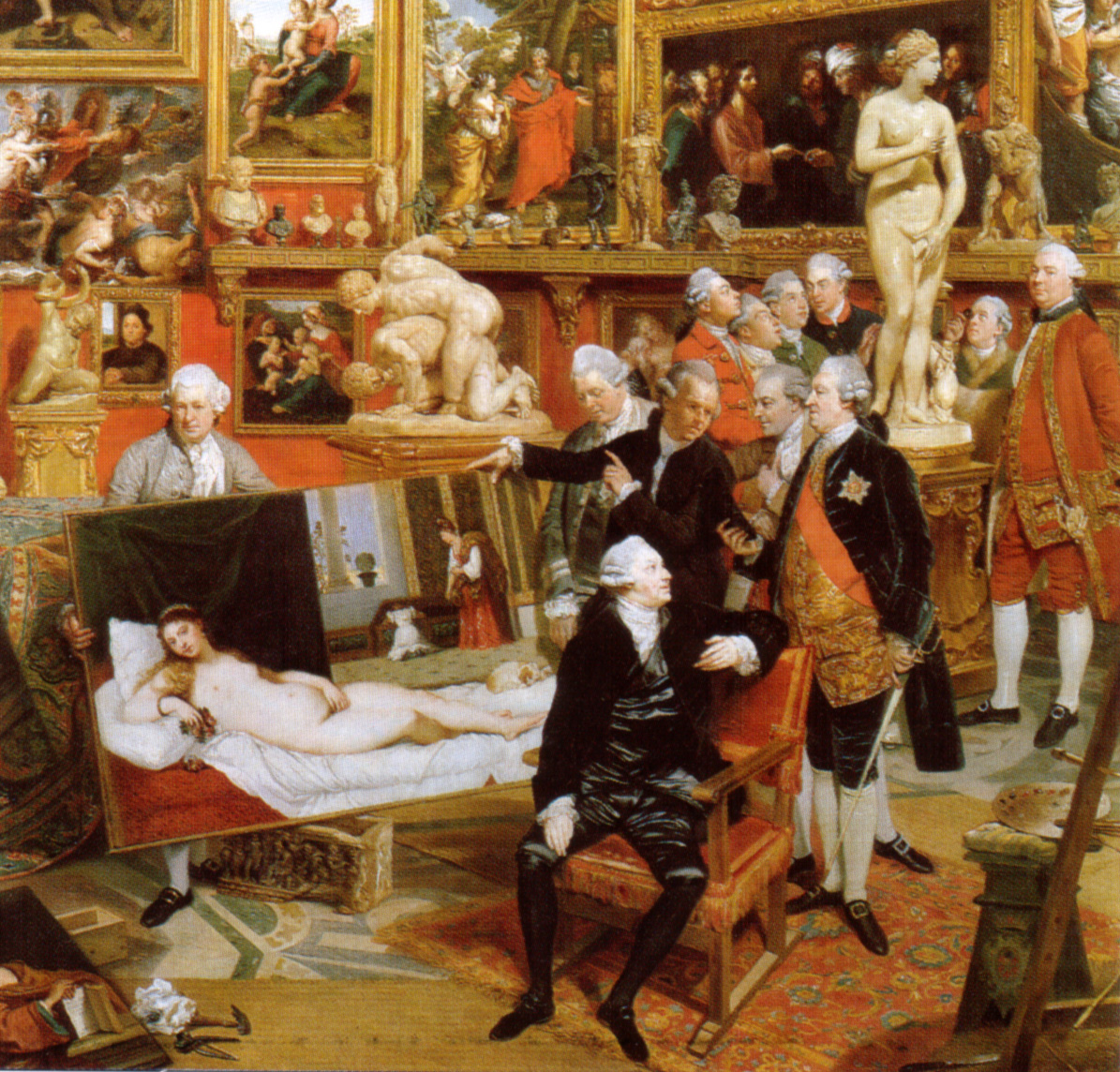
La peinture de 1772 de John Zoffany : La Tribune des Offices (maintenant dans la Royal Collection), montrant la Vénus (à droite) exposée dans la tribune, entourée par des « connoisseurs » anglais et italiens.

Bien que les visiteurs à Rome, tel John Evelyn, l'aient décrite comme « un miracle de l'art », elle fut envoyée à Florence en août 1677. Dans la tribune des Offices, elle était un des passages obligés du Grand Tour, et était universellement considérée comme l'une des meilleures statues antiques à avoir survécu. Luca Giordano en fit des centaines de croquis ; Samuel Rogers lui rendit visite quotidiennement ; Zoffany l'inclut dans sa peinture de 1778 de la Tribune des Offices ; Byron consacra cinq strophes de Childe Harold à sa description. Ce fut l'une des précieuses œuvres d'art envoyées à Palerme pour échapper à la rapacité française, mais en vain : une pression diplomatique telle fut exercée par l'intermédiaire du consul général Claude Antoine Marson, qu'elle fut transportée à Paris en 1803. Ce n'est qu'après la chute de Napoléon qu'elle revint à Florence le 27 décembre 1815.

## Copies
La Vénus de Médicis est l'une des antiquités les plus copiées. Louis XIV n'en avait pas moins de cinq, des marbres exécutés par Martin Carlier, Clérion, Coysevox et Frémery, et un bronze réalisé par les frères Keller. De nombreuses copies en plomb de la Vénus de Médicis se trouvent dans des jardins anglais et européens, parfois protégées par de petits temples. Ses réductions en bronze figurent parmi les antiquités les plus souvent trouvées dans les cabinets de collectionneurs : dans le portrait fait par Greuze de Claude-Henri Watelet, env. 1763-1765, le connaisseur et auteur de L'Art de peindre est montré avec instrument de mesure et calepin, étudiant une statuette en bronze de la Vénus de Médicis, comme pour déduire les proportions idéales de la forme féminine à partir de l'exemple de la sculpture.

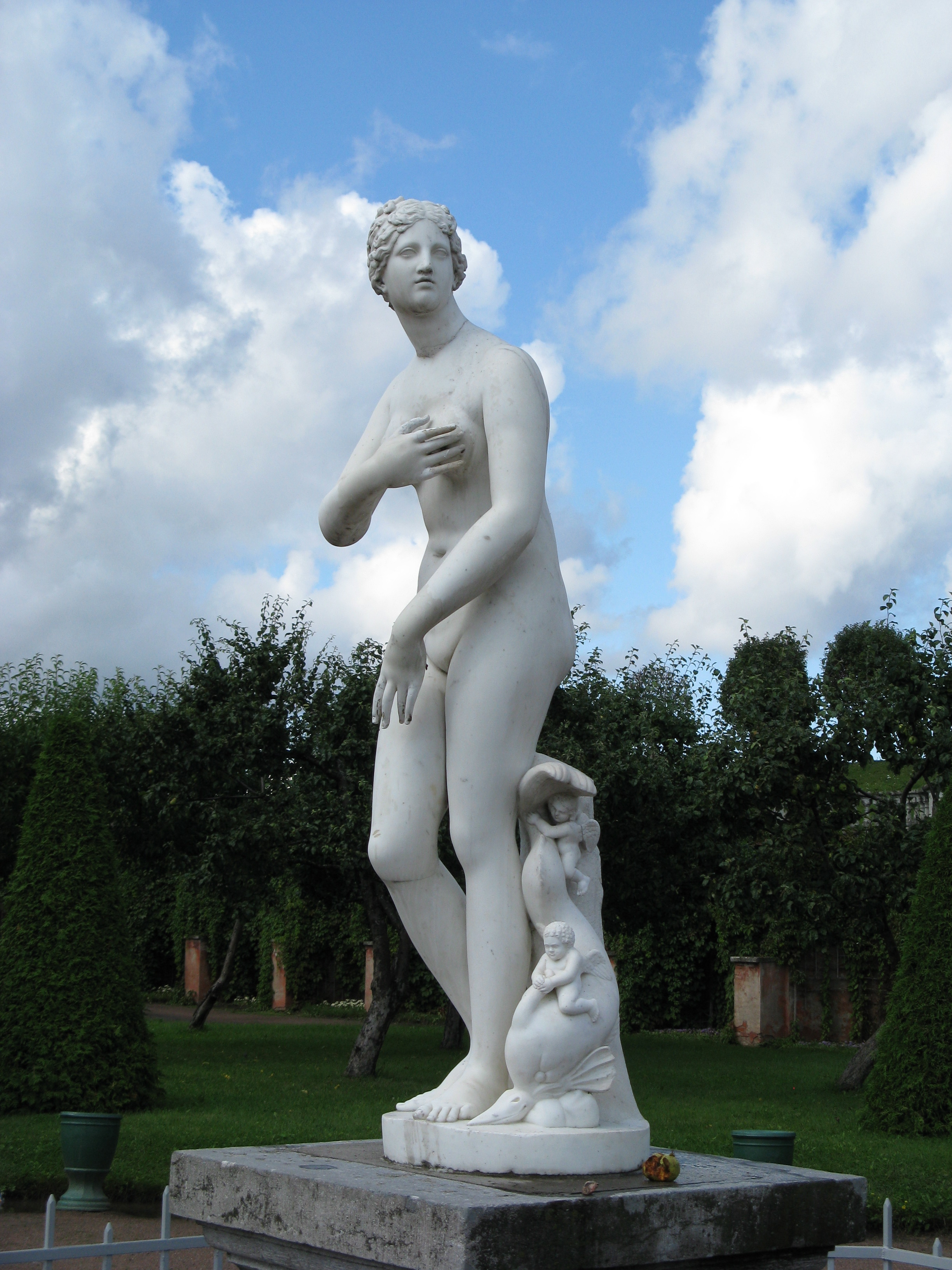
Copie en marbre du XVIIIe siècle de la Vénus de Médicis au Peterhof, Saint-Pétersbourg.

Des copies apparaissent par exemple dans Gertrud de Carl Theodor Dreyer et Twin Peaks de David Lynch (salle rouge).

## Études récentes
En 2012, des analyses chimiques ont permis de découvrir d'infimes traces de polychromie sur la sculpture. Jadis, la Vénus de Médicis avait donc les lèvres peintes en rouge et ses cheveux étaient recouverts de feuilles d'or. D'après les trous découverts sur ses lobes d'oreilles, elle portait également des boucles d'oreilles. Tout cela pour lui donner un aspect plus réaliste. Cet ornement a disparu, selon les chercheurs, à la suite d'une restauration un peu trop zélée vers 1815, quand les Italiens ont récupéré la Vénus auprès des autorités françaises.